# Ceraphron variolosus
Ceraphron variolosus är en stekelart som beskrevs av Paul Dessart 1975. Ceraphron variolosus ingår i släktet Ceraphron och familjen pysslingsteklar. Inga underarter finns listade i Catalogue of Life.